# Організація вищих класів українських гімназій
Організація вищих класів українських ґімназій (ОВКУГ, «організація середньошкільників») — українська підпільна молодіжна націоналістична організація 1920-х у Галичині. Згодом багато членів організації стали визначними діячами українського визвольного руху 1930-1950-х, поміж них Степан Бандера, Роман Шухевич. 

## Історія
ОВКУГ була створена у 1924 році, під егідою Української військової організації, учнями старших класів українських гімназій у містах: Дрогобич, Львів, Самбір, Стрий (усі — нині Львівської області), Станіславів (нині Івано-Франківськ), Тернопіль та інших. 
Метою організації була підготовка до навчання у Львівському таємному українському університеті, вивчення українознавства й зацікавлення гімназистів суспільно-політичними проблемами краю, відзначення національних свят та заборонених річниць й бойкот польських державних свят і патріотичних маніфестацій, розповсюдження антидержавних листівки серед школярів. ОВКУГ виступала проти будь-яких спроб поляків полонізувати українське шкільне життя. 
Члени ОВКУГ переховували та розповсюджували літературу Української військової організації, а також збирали для неї кошти. 
ОВКУГ у Львові видавала нелегальний часопис «Метеор», редактором був Юліян Редько.
У 1926 році «Організація вищих класів українських ґімназій» та «Група української державницької молоді» об'єдналися в одину організацію: «Союз української націоналістичної молоді»(СУНМ). 

## Члени організації
Провідними членами організації у Львові були: Роман Шухевич, Юрко Шухевич, Володимир Михайло Янів, Богдан Кордюк, Богдан Підгайний; у Стрию: Осип Карачевський, Степан Бандера, Олекса Гасин, Степан Новицький, Дмитро Яців; у Дрогобичі: Зенон Коссак; у Станиславіві: Степан Ленкавський, Гриць Салевич, Ярослав Карпинець, В. Макух; у Самборі: Дмитро Грицай, Володимир Кобільник; у Любачіві: Омелян Грабець; у Сокалі: Василь Сидор; у Тернополі: Іван Шиманський (ні плутати з відомим діячем УПА на Закерзоні).